# Mest signifikanta siffra

Binär representation av 149; dess mest signifikanta siffra är färgad.

MSD, eng; most significant digit, om binära tal även MSB digit bit. Den mest signifikanta siffran. Vid pluralis så avses den grupp av siffror som har de största värdena.
MSB avser när man talar om digitala representationer av heltalsvärden den bit (siffra) som representerar det största värdet, den som skrivs längst till vänster i raden. Vid osignerade positiva åttabitarstal så är den största biten = 128 (10000000). Vid signerad aritmetik så representeras talen på tvåkomplementsform. Då används den åttonde biten för att representera talets tecken, den så kallade teckenbiten. Då är talets MSB den sjunde biten och har halva värdet eller 64 (01000000) samt -64 (11000000) beroende på värdet av teckenbiten.